# Liste der Kulturdenkmale in Wolkau (Nossen)
In der Liste der Kulturdenkmale in Wolkau sind die Kulturdenkmale des Nossener Ortsteils Wolkau verzeichnet, die bis August 2021 vom Landesamt für Denkmalpflege Sachsen erfasst wurden (ohne archäologische Kulturdenkmale). Die Anmerkungen sind zu beachten.
Diese Aufzählung ist eine Teilmenge der Liste der Kulturdenkmale in Nossen.

## Wolkau
| Bild                                    | Bezeichnung | Lage                   | Datierung                                                                    | Beschreibung | ID       |
| --------------------------------------- | --- | ---------------------- | ---------------------------------------------------------------------------- | --- | -------- |
| Direkt Bild zu diesem Denkmal hochladen | Wohnstallhaus eines ehemaligen Dreiseithofes                                                                                     | Am Teich 3 (Karte)     | 1. Hälfte 19. Jahrhundert                                                    | Obergeschoss Fachwerk, baugeschichtlich von Bedeutung. Fachwerk massiv untersetzt, Schleppdach. | 09268494 |
|                                         | Dreiseithof mit Wohnstallhaus, Seitengebäude und Scheune (Bretschneidersches Gut), dazu Prinz-Albert-Gedenkstein vor der Scheune | Hauptstraße 1 (Karte)  | 1. Hälfte 19. Jahrhundert (Wohnstallhaus); bezeichnet mit 1900 (Gedenkstein) | Alle Gebäude Obergeschoss Fachwerk, Scheune vollkommen Fachwerk mit Durchfahrt, Gedenkstein für Prinz Albert von Sachsen, der hier am 16. September 1900 ums Leben kam, da seine Pferde durchgingen, Gebäude baugeschichtlich und wirtschaftsgeschichtlich von Bedeutung, Gedenkstein von landesgeschichtlichem Wert. Gedenkstein (aufgesetztes Kreuz nicht erhalten) heute wieder mit Kreuz. | 09268497 |
| Direkt Bild zu diesem Denkmal hochladen | Wohnstallhaus | Hauptstraße 6 (Karte)  | Um 1800                                                                      | Im Obergeschoss markantes Fachwerk, unter anderem mit K-Streben, mit diesen selten, als charakteristisches Zeugnis der ländlichen Architektur um 1800 baugeschichtlich von Bedeutung | 09305180 |
| Direkt Bild zu diesem Denkmal hochladen | Auszugshaus, Scheune (mit Schauer) und Seitengebäude eines Vierseithofes                                                         | Hauptstraße 9 (Karte)  | 1. Hälfte 18. Jahrhundert (Scheune); 1. Hälfte 19. Jahrhundert (Auszugshaus) | Alle Gebäude Fachwerk, darunter ein Gebäude mit Kopfstreben (Seltenheitswert), baugeschichtlich und wirtschaftsgeschichtlich von Bedeutung. - Stall- und Wirtschaftsgebäude: Fachwerk massiv untersetzt - Scheune: Fachwerk - Wirtschaftsgebäude: Fachwerk massiv untersetzt, Butzenscheiben im Giebel                                                                                        | 09268496 |
| Direkt Bild zu diesem Denkmal hochladen | Ehemalige Scheune, heute Wohnhaus, eines Bauernhofes                                                                             | Hauptstraße 17 (Karte) | 1. Hälfte 19. Jahrhundert                                                    | Fachwerk-Scheune, baugeschichtlich und wirtschaftsgeschichtlich von Bedeutung. - Wohnstallhaus: Fachwerk massiv untersetzt, Schieferdeckung - Scheune: Fachwerk zum Teil massiv, Schieferdeckung Wohnstallhaus vor 2011 größtenteils abgebrochen. | 09268495 |
| Direkt Bild zu diesem Denkmal hochladen | Wohnstallhaus, Scheune und daran angebautes Seitengebäude sowie weiteres Seitengebäude eines Vierseithofes                       | Hauptstraße 21 (Karte) | Um 1800                                                                      | Alle Gebäude in Fachwerkbauweise, geschlossen erhaltene Hofanlage, baugeschichtlich und wirtschaftsgeschichtlich von Bedeutung. - Wohnstallhaus und Wirtschaftsgebäude: Fachwerk massiv untersetzt - Scheune Fachwerk, mit Schauer | 09268493 |
| Direkt Bild zu diesem Denkmal hochladen | Seitengebäude eines Vierseithofes und Hauszeichen (neben der Toreinfahrt)                                                        | Hauptstraße 22 (Karte) | Bezeichnet mit 1783 (Hauszeichen); bezeichnet mit 1849 (Seitengebäude)       | Obergeschoss Fachwerk, hübsches wappenartiges barockes Hauszeichen mit Relief eines pflügenden Bauern, ortsgeschichtlich und baugeschichtlich von Bedeutung. Fachwerk massiv untersetzt, Tiefenkeller originale Fenster. | 09268492 |

## Tabellenlegende
- Bild: Bild des Kulturdenkmals, ggf. zusätzlich mit einem Link zu weiteren Fotos des Kulturdenkmals im Medienarchiv Wikimedia Commons. Wenn man auf das Kamerasymbol klickt, können Fotos zu Kulturdenkmalen aus dieser Liste hochgeladen werden:
- Bezeichnung: Denkmalgeschützte Objekte und ggf. Bauwerksname des Kulturdenkmals
- Lage: Straßenname und Hausnummer oder Flurstücknummer des Kulturdenkmals. Die Grundsortierung der Liste erfolgt nach dieser Adresse. Der Link (Karte) führt zu verschiedenen Kartendiensten mit der Position des Kulturdenkmals. Fehlt dieser Link, wurden die Koordinaten noch nicht eingetragen. Sind diese bekannt, können sie über ein Tool mit einer Kartenansicht einfach nachgetragen werden. In dieser Kartenansicht sind Kulturdenkmale ohne Koordinaten mit einem roten bzw. orangen Marker dargestellt und können durch Verschieben auf die richtige Position in der Karte mit Koordinaten versehen werden. Kulturdenkmale ohne Bild sind an einem blauen bzw. roten Marker erkennbar.
- Datierung: Baubeginn, Fertigstellung, Datum der Erstnennung oder grobe zeitliche Einordnung entsprechend des Eintrags in der sächsischen Denkmaldatenbank
- Beschreibung: Kurzcharakteristik des Kulturdenkmals entsprechend des Eintrags in der sächsischen Denkmaldatenbank, ggf. ergänzt durch die dort nur selten veröffentlichten Erfassungstexte oder zusätzliche Informationen
- ID: Vom Landesamt für Denkmalpflege Sachsen vergebene, das Kulturdenkmal eindeutig identifizierende Objekt-Nummer. Der Link führt zum PDF-Denkmaldokument des Landesamtes für Denkmalpflege Sachsen. Bei ehemaligen Kulturdenkmalen können die Objektnummern unbekannt sein und deshalb fehlen bzw. die Links von aus der Datenbank entfernten Objektnummern ins Leere führen. Ein ggf. vorhandenes Icon  führt zu den Angaben des Kulturdenkmals bei Wikidata.